# EDESA (empresa)
EDESA (Empresa Distribuidora de Electricidad de Salta S.A), nació de la privatización de la empresa provincial de energía en la década del '90, a partir del proceso de privatización del sector eléctrico nacional, al cual la provincia de Salta se sumó a comienzos de 1996. 
EDESA forma parte del grupo DESA, cuyo dueño presidente y CEO es Rogelio Pagano. La Empresa presta servicio de forma monopólica en toda la provincia.

## ESESA
Debido a la geografía de la provincia, existen zonas rurales dispersas a las que los sistemas energéticos de EDESA no tienen acceso paralelamente existe Empresa de Sistemas Eléctricos Dispersos- compañía concesionaria controlada por EDESA.